# Neckargemünd
Neckargemünd è un comune tedesco di 14 280 abitanti, situato nel land del Baden-Württemberg.